# Maggid
Maggid (hebr.מַגִּיד, „Sprecher“, „Erzähler“) ist die Bezeichnung für einen jüdischen Wanderprediger, zusammen mit der Bezeichnung umore zedek „und Lehrer der Gerechtigkeit“ bezeichnet es vereinzelt auch einen rabbinischen Richter. Die Prediger-Maggidim traten in Erscheinung seit dem 16. Jahrhundert bis in die Vor-Holocaust-Zeit in Gebieten mit großer jüdischer Bevölkerung, vor allem in Osteuropa und hatten im Volk häufig Kultstatus. Vereinzelt lebt die Bezeichnung bis in die Gegenwart fort, z. B.  war Schalom Schwadron der Jeruschalmer Maggid.
Maggid („Erzählung“) ist ebenso die Bezeichnung für einen Abschnitt der Haggada, die während des festlichen Abendessens (Seder) am Vorabend des Pessachfestes gelesen wird und den Exodus, den Auszug aus Ägypten und die Befreiung aus der Sklaverei beinhaltet. Sie teilt sich in folgende Abschnitte:
- die Bedeutung der Matze („Dies ist das Brot der Armut, das unsere Väter in Ägypten gegessen haben.“)
- die Fragen des Kindes (Ma Nischtana)
- die Antworten
- das Lernen und
- die Mizwot des Abends.

Ha-Maggid war eine Wochenzeitung in Preußen.
Maggid ist darüber hinaus ein häufig jüdischer Familienname.